# Відкрите апаратне забезпечення

Відкрите апаратне забезпечення (англ. Open Source Hardware) — комп'ютерне та електронне апаратне забезпечення розроблене в тому ж стилі, що й вільне та відкрите програмне забезпечення. Це частина цілої культури, яка є носієм ідеї відкритого доступу і до інших областей застосування (не тільки ПЗ). Прикладом може служити Simputer.
Частина течії розробки відкритого апаратного забезпечення взяла початок в 2002 році, після звернення Кофі Аннана до Кремнієвої долини. Оскільки сутність апаратного забезпечення відрізняється від програмного, а концепція відкритого апаратного забезпечення — відносно нова, то не було сформульовано точного визначення цього явища.

## 3D-принтери
- RepRap — перший відкритий само-копіювальний 3D-принтер.
  - Проєкт Clancing Replicator [Архівовано 13 лютого 2020 у Wayback Machine.]: відкритий само копіювальний 3D-принтер (варіант RepRap).
- Prusa i3 — 3D-принтер розроблений Йозефом Прусою (Josef Průša).
- Fab@Home [Архівовано 16 липня 2021 у Wayback Machine.] — Відкрита система настільного виробництва.

## Годинники
- openmovement — наручний механічний годинник; модель OM10 з ручним заводом, а модель OM20 — з автоматичним (самозавідний годинник).[1][2][3]
- Sensor Watch — альтернативна електронна плата з різними датчиками для наручного електронного годинника Casio F-91W[en], на основі мікропроцесора ARM Cortex M0+.[4][5]

### Розумні годинники
- OSHWatch — з OLED дисплеєм, побудований на основі 16-бітового мікроконтролера Microchip PIC24F.[6][7]
- Open SmartWatch — з круглим OLED дисплеєм, на основі ESP32.[8][9]
- Open-Watch (OpenWatch) — на основі мікропроцесора STMicroelectronics STM32 з ядром ARM Cortex-M.[10]
- Pebble — проєкт годинника з відкритим апаратним забезпеченням; проєкт був проданий розробниками іншим власникам разом з правами на інтелектуальну власність, хоча специфікації та креслення апаратної частини доступні без зазначення ліцензії.[11]
- PineTime — на основі 32-бітового мікропроцесора Arm Cortex-M4 (Nordic Semiconductor nRF52832).[12][13]
- Watchy — з E Ink дисплеєм, на основі мікропроцесора Espressif Systems ESP32; годинник сумісний з Arduino.[14][15][16]

## Електронні книги

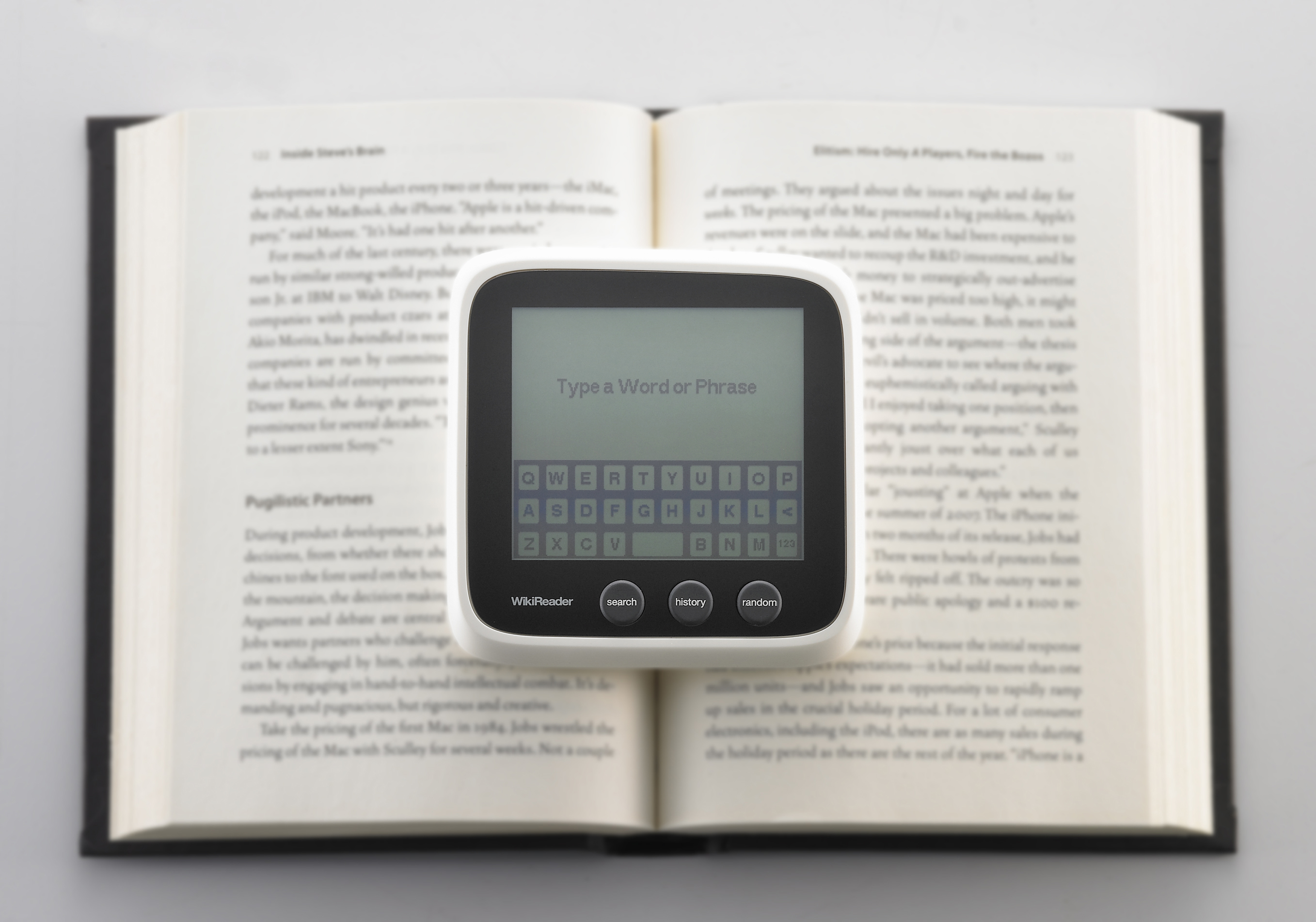
WikiReader з увімкненою віртуальною клавіатурою

- Inkplate — електронна книга на основі ESP32.[17][18]
- The Open Book — електронна книга.[19][20][21]
- WikiReader[en] — електронна книга, розроблена для читання статей Вікіпедії (лише текстів) в офлайні використовуючи завчасно сформовані дамп бази даних[en] статей.

## Калькулятори
- µWatch — перший наручний електронний годинник-калькулятор з відкритим апаратним забезпеченням та підтримкою програмування з використанням ПОЛІЗ, на основі PIC24F (як і в OSHWatch), створений у 2009 році.[22][23][24]
- LibreCalc — кишеньковий інженерний калькулятор з LCD-дисплеєм з підтримкою ПОЛІЗ, на основі мікропроцесора i.MX233[en] під керуванням ОС Debian.[25][26][27]
- NumWorks — кишеньковий графічний калькулятор.[28][29]
- OpenRPNCalc — кишеньковий інженерний калькулятор з LCD-дисплеєм з підтримкою ПОЛІЗ, на основі мікропроцесора STM32 (модель STM32L476).[30][31]
- Pico-16C — збільшена копія кишенькового програмованого калькулятора Hewlett-Packard HP-16C[en] з підтримкою ПОЛІЗ, на основі одноплатного комп'ютера Raspberry Pi Pico.[32][33]
- simple rpn calc — мінімалістичний калькулятор-брелок з OLED-дисплеєм та підтримкою ПОЛІЗ, на основі Arduino.[34][35]

## Комп'ютери
- Open OEM — проєкт створення першого відкритого комп'ютера.
- Simputer — КПК, націлений на використання в країнах, що розвиваються.

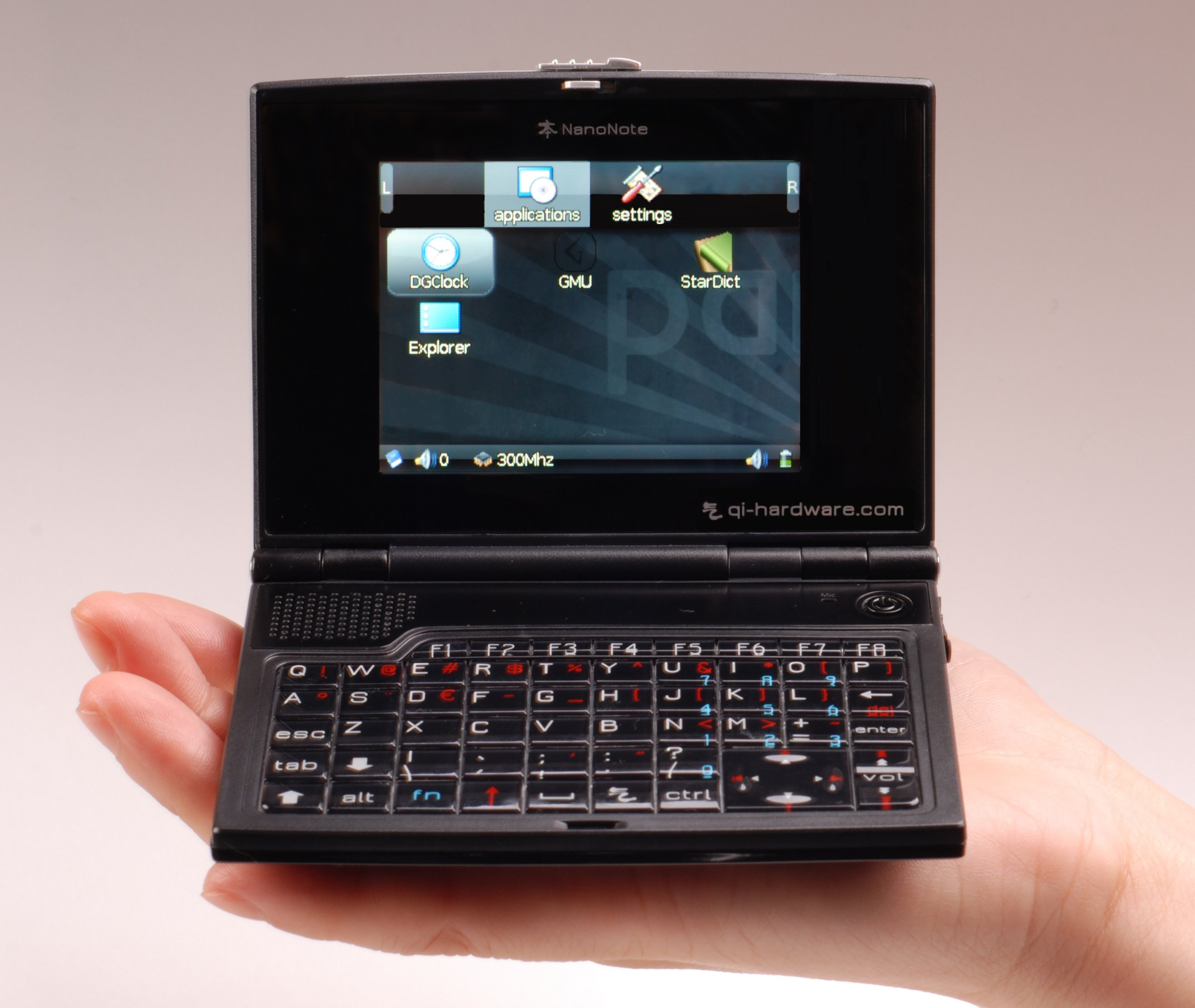
Ноутбук Ben NanoNote на долоні

### Ноутбуки
- Ben NanoNote[en] — кишеньковий ноутбук, розміром 99×75×17.5мм та дисплеєм діагоналлю 7,5см з роздільностю 176×220px.

### Планшети
- OpenBook — проєкт планшетного комп'ютера (VIA Technologies)

### Одноплатні комп'ютери
- ECB AT91 — на основі процесора Atmel AT91RM9200 ARM9 (180МГц).
- Rascal[en] — на основі ARM926EJ/S (400МГц).
- Raspberry Pi — серія одноплатних комп'ютерів.[36]

### Комп'ютерні компоненти

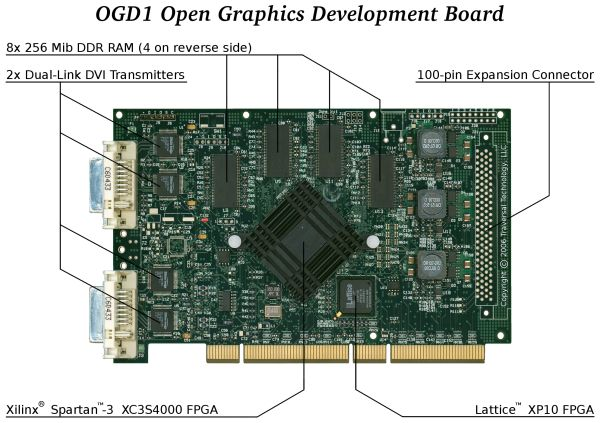
OGD1 prototype

- Arduino — відкрита фізична обчислювальна платформа.
- OpenSPARC — проєкт, за допомогою якого створений багатоядерний процесор UltraSPARC T1 (Sun Microsystems).
- OpenRISC — група розробників, що працює над створенням високошвидкісного RISC-процесора.
- LEON — відкритий 32-розрядний процесор RISC.
- Open Graphics Project[en] (OGD1) — проєкт, націлений на створення відкритої архітектури і стандарту графічних карт.

## Організації
- Open Hardware (OH) — проєкт, в якому проєктувальники апаратного забезпечення діляться їх роботою, розкриваючи схеми і ПЗ (драйвера), які використовуються в їхніх проєктах. Дизайнери відкритого апаратного забезпечення зустрічаються, обговорюють свою роботу, допомагають один одному знаходити деталі або ідеї для рішення проблем проєктування. Open Hardware — це також гарна можливість демонструвати свої проєкти.
- OpenCores — організація, яка робить спроби створити спільноту проєктувальників для підтримки відкритих ядер для процесорів, периферії та інших пристроїв.

## Телефони
- Opencellphone.org [Архівовано 31 березня 2022 у Wayback Machine.] — також відомий як TuxPhone.
- OpenMoko — проєкт по створенню відкритого GSM смартфону.

## Транспорт

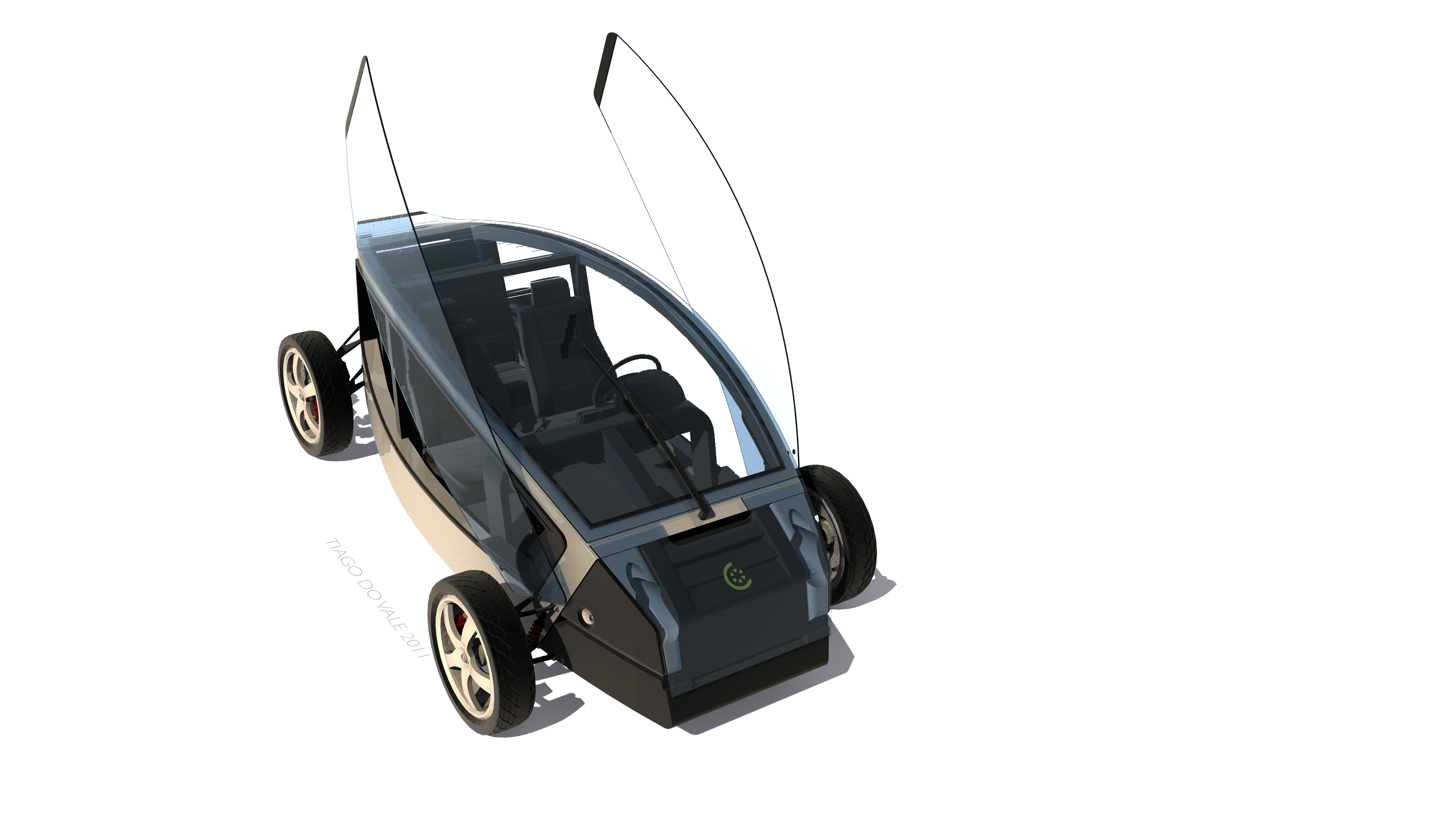
Один з варіантів дизайну відкритого автомобіля

- Buildozer — проєкт Open Source Ecology по створенню бульдозера.[37]
- Open Bike — велосипед з рамою виготовленою з деталей з вирізаних з листової фанери.[38][39][40]
- OScar (open source car) — перша спроба спроєктувати автомобіль цілком, використовуючи лише відкриті принципи.
- Open Source Automobile — проєкт Open Source Ecology по створенню легкового автомобіля.[41]
- Open Source Truck — проєкт Open Source Ecology по створенню вантажівки.[42]
- Проєкт розробки відкритого Веломобіля [Архівовано 27 вересня 2011 у Wayback Machine.]
- Tractor (LifeTrac 6) — проєкт Open Source Ecology по створенню трактора.[43]
- Vhélio — відкритий соціальний велобус з гібридним електромеханічним приводом та сонячними батареями.[44][45]

## Інші проєкти
- Daisy — відкритий mp3-плеєр.
- Chumby — універсальний інформаційний пристрій.
- OpenStim: Відкритий не агресивний стимулятор мозку.
- OpenEEG — не дорогий ЕЕГ-пристрою та вільного ПЗ для нього.
- Open-rTMS — не дорогий rTMS-пристрою та вільного ПЗ для нього.
- TV-B-Gone[en] — багатофункціональний IrDA-пульт керування.